# Dave Farrell
David Michael Farrell, més conegut com a Phoenix (Plymouth, Massachusetts 8 de febrer de 1977), és el baixista del grup de rock alternatiu estatunidenc Linkin Park.

## Biografia
Farrell va néixer a Plymouth (Massachusetts), però més tard es va mudar a Mission Viejo (Califòrnia) quan tenia cinc anys. Es va graduar a la Universitat de Califòrnia. Toca el baix, la guitarra elèctrica, el violoncel i el violí.
Farrell ha declarat que les seves influències han estat la seva mare i el seu germà Joe, igual Weezer, The Beatles, Deftones, Pink floyd, Guns N Roses, The Smiths, Hughes i Wagner. Està casat des de desembre de 2002 amb Linsey Farrell i tenen quatre fills.

### Linkin Park
Farrell va ser membre del grup ska cristià conegut com a Tasty Snax. Mentre assistia a la universitat, practicava amb Brad Delson "tocant el baix de Brad a la seva habitació". Tot i això, com havia de viatjar amb la seva banda, els Tasty Snax, no va poder tocar amb Delson i la seva banda, que més tard es convertiria en Linkin Park. Després de canviar el seu nom a Snax, Farrell va començar a tocar el baix en la banda abans d'abandonar-la de nou per unir-se a Linkin Park.
El grup finalment va signar amb Warner Bros i va llançar en 2000 el seu àlbum debut, Hybrid Theory. Es va convertir en un èxit; va arribar a la posició número dos del Billboard 200, i un dels seus senzills, «In the End», va arribar al segon lloc del Billboard Hot 100, sent el major èxit de la seva carrera. Posterior a això, llançar quatre àlbum d'estudi -Meteora (2003), Minutes to Midnight (2007) A Thousand Suns (2010) i Living Things (2012) -, dels quals tots van aconseguir el número u en la principal llista musical dels Estats Units. A més, al Regne Unit tots els seus discos d'estudis, al costat del àlbum de remescles Reanimation, han entrat en els primers cinc llocs de l'UK Albums Chart.

## En viu
En els concerts fa els cors de la cançó The Little Things Give You Away, Castle Of Glass i Invisible. Normalment a la banda fa servir baixos de la marca MMS Bass, gairebé sempre efectuant la tècnica de les pues.